# يوم الصمتين
يوم الصمتين أو يوم عاقل، احد أيام العرب في الجاهلية، لبني مالك بن حنظلة على هوازن، وحدث ذلك اليوم في وادي عاقل.

## المعركة
أغار الصمة بن الحارث الجشمي على بني مالك بن حنظلة فأسره الجعد بن شماخ احد بني عدي بن مالك بن حنظلة وهزم جيش الصمة. وطلب الصمة من الجعد أن يبقيه على قيد الحياة على أن يفتدي نفسه فوافق الجعد على ذلك، ثم إن الصمة أرسل إلى قومه يطلب بعث الفداء ولكنه تأخر، فمكث الصمة عند الجعد عاماً لا يفدى، فظن الجعد بأن في ذلك خديعة، وكان الجعد يحضر في كل رأس شهر أفعى كبيرة يحلف أن يسلط عليه الأفعى إن لم يأت بالفداء، فلما طال ذلك عليه قال: يا هذا إن قومي لا أراهم يفدونني، فجزّ ناصيتي على الثواب. فجز الجعد ناصيته وأغلظ في الكلام عليه، فضرب الصمة عنقه، وقال: أسأت جواري. فسمي ذلك اليوم بيوم الصمتين لأن معاوية الجشمي يقال له الصمة قتل الجعد التميمي وكان يقال له الصمة.